# 1,2,3,5-Tetraidroxibenzeno
1,2,3,5-Tetraidroxibenzeno é um benzenotetrol. É o metabólito na degradação do 3,4,5-tri-idroxibenzoato pela Eubacterium oxidoreducens.